# Cent (musik)
Cent (latin centum, "ett hundra"), inom musikteorin ett intervallmått motsvarande en hundradel av en liksvävande halvton. En cent är därför en tolvhundradedel (1/1200) av en oktav, vilket motsvarar frekvensförhållandet
{\displaystyle {\sqrt[{1200}]{{2}:{1}}}=2^{1/1200}:1\approx 1,0005778:1}
För att beräkna avståndet {\displaystyle n} i cent mellan två toner {\displaystyle a} och {\displaystyle b}, givna i Hertz eller som frekvensförhållandet a/b, används formeln
{\displaystyle n=1200\log _{2}\left({\frac {a}{b}}\right)}
Om man endast har en räknare med 10-logaritm kan man även tillämpa följande förenkling med hjälp av ett närmevärde:
{\displaystyle n={1200\cdot \log _{10}\left({{a} \over {b}}\right) \over {\log _{10}2}}\approx {3986\cdot \log _{10}\left({{a} \over {b}}\right)}}
eller med naturliga logaritmen
{\displaystyle n={1200\cdot \ln \left({{a} \over {b}}\right) \over {\ln 2}}\approx {1731\cdot \ln \left({{a} \over {b}}\right)}}
Exempel: En kvint, som har frekvensförhållandet 3/2 har ett centtal på
{\displaystyle n=3986\cdot \log _{10}\left({{3} \over {2}}\right)\approx {702}}
{\displaystyle n=1731\cdot \ln \left({{3} \over {2}}\right)\approx {702}}
vilket också bekräftas av 2-logaritmen:
{\displaystyle n=1200\cdot \log _{2}\left({\frac {3}{2}}\right)\approx {702}}
Cent är alltså en logaritmisk enhet. Genom att använda cent kan man addera och subtrahera olika intervall och kan på så sätt enkelt räkna på såväl stora som mycket små intervall.

## Exempel
En ren kvart är (cirka) 498 cent. En ren kvint är (cirka) 702 cent. Genom att addera dessa fås en oktav:
498 cent + 702 cent = 1200 cent = 1 oktav.
Detta kan jämföras med en liksvävande kvart, som är 500 cent, och en liksvävande kvint, som är 700 cent.
500 cent + 700 cent = 1200 cent = 1 oktav.